# Kitasono Katue
Kitasono Katue (北園 克衛),  (Provincia de Mie, 29 de outubro de 1902 - 06 de junho de 1978) foi um artista japonês, reconhecido como um dos mais importantes poetas de vanguarda do Japão. Ezra Pound, que o citou em "Guide to Kulchur" (1938), considerou-o um dos mais importantes poetas do século XX, comparando-o a William Carlos Williams, enquanto Kenneth Rexroth considerou-o o maior vanguardista daquele país.

## Informação Biográfica
Kitasono Katue, muitas vezes transliterado como Katsue, ou Katue Kitasono, era na verdade um pseudônimo do artista cujo nome de batismo foi "Kenkichi Hashimoto". Teve como mentor seu irmão Heihachi Hashimoto, um escultor especializado em trabalhos com madeira.
Kitasono começou a escrever na década de 1920, ajudando a introduzir o Dadaísmo e o Surrealismo no Japão. Publicou os seus poemas na revista Ge. Gjmgjgam. Prrr. Gjmgem e em outras revistas vanguardistas. Conheceu outros artistas como Junzaburo Nishiwaki e Shuzo Takiguchi, com os quais fundo O Traje do Sol, tendo participado da edição de Le Surrealism Internacional, que Takiguchi fundou em 1930.
Em 1935, Kitasono foi o fundador e diretor da revista "VOU", trabalho que prossegiu até 1978, tendo sido o diretor da pequena revista até o número 160.

## O trabalho com arte
Conhecido como poeta de vanguarda, a sua atividade cobriu, no entanto, não somentre a poesia moderna, mas romances, haicai e crítica. Além disso, ele foi pintor, editou várias revistas literárias, e editou dúzias de livros, tendo também produzido trabalhos fotográficos a partir dos anos de 1950.
Tendo uma postura diferente do seu colega Takigushi em relação ao Surrealismo, posteriormente Kitasono afirmou que sua sensiblidade era devedora da Bauhaus.
Quanto à revista VOU, trazia não só poemas produzidos pelos membros do grupo que a editou, mas também ensaios e crítica sobre artes visuais, música e cinema. Oferecia um espaço onde o contato com artistas estrangeiros (tais como Ezra Pound) e com outras revistas literárias era possível. Este intercâmbio cultural foi especialmente intenso quando a poesia concreta e os diversos movimentos de poesia visual começaram, em meados dos anos 1950.
Em 1954, teve o seu livro "Black Rain", como resposta ao uso de bombas atômicas em Hiroshima e o Nagasaki, publicado por editora de Robert Creeley.
A partir da década de 1960, Kitasono explorou a fotografia como um novo tipo de poesia. Ele chamou estas fotografias de "Poemas Plásticos," os quais tem analogia com seus poemas verbais.

## Poética verbal
Muito conhecido internacionalmente por seus poemas visuais, produziu, nas palavras de Haroldo de Campos, mesmo nos poemas onde usa a linguagem verbal, uma poesia "ideoplástica", assimilando o Surrealismo francês numa poesia sintético-visual ao gosto da poesia oriental, muito próxima da Poesia Objetivista e, mesmo, do Concretismo, o qual antecipou, porém utilizando repetições cromáticas e explorando elementos já encontrados no haikai japonês.

## Obras
- Shiro no arubamu (Álbum branco), 1929
- Kuroi hi (Fogo preto), 1951
- Black Rain, 1954
- Tanchona kukan (Monotonia do espaço vazio), 1957
- Plastic Poems: begun 1966